# ناتنايل ماكدونالد
ناتنايل ماكدونالد (بالإنجليزية: Natnael McDonald)‏ هو لاعب كرة قدم أمريكي في مركز الدفاع، ولد في 29 مارس 2001 في ليلبورن في الولايات المتحدة. لعب مع اتلانتا يونايتد 2.